# Vor dem Gröperntor 5 (Quedlinburg)

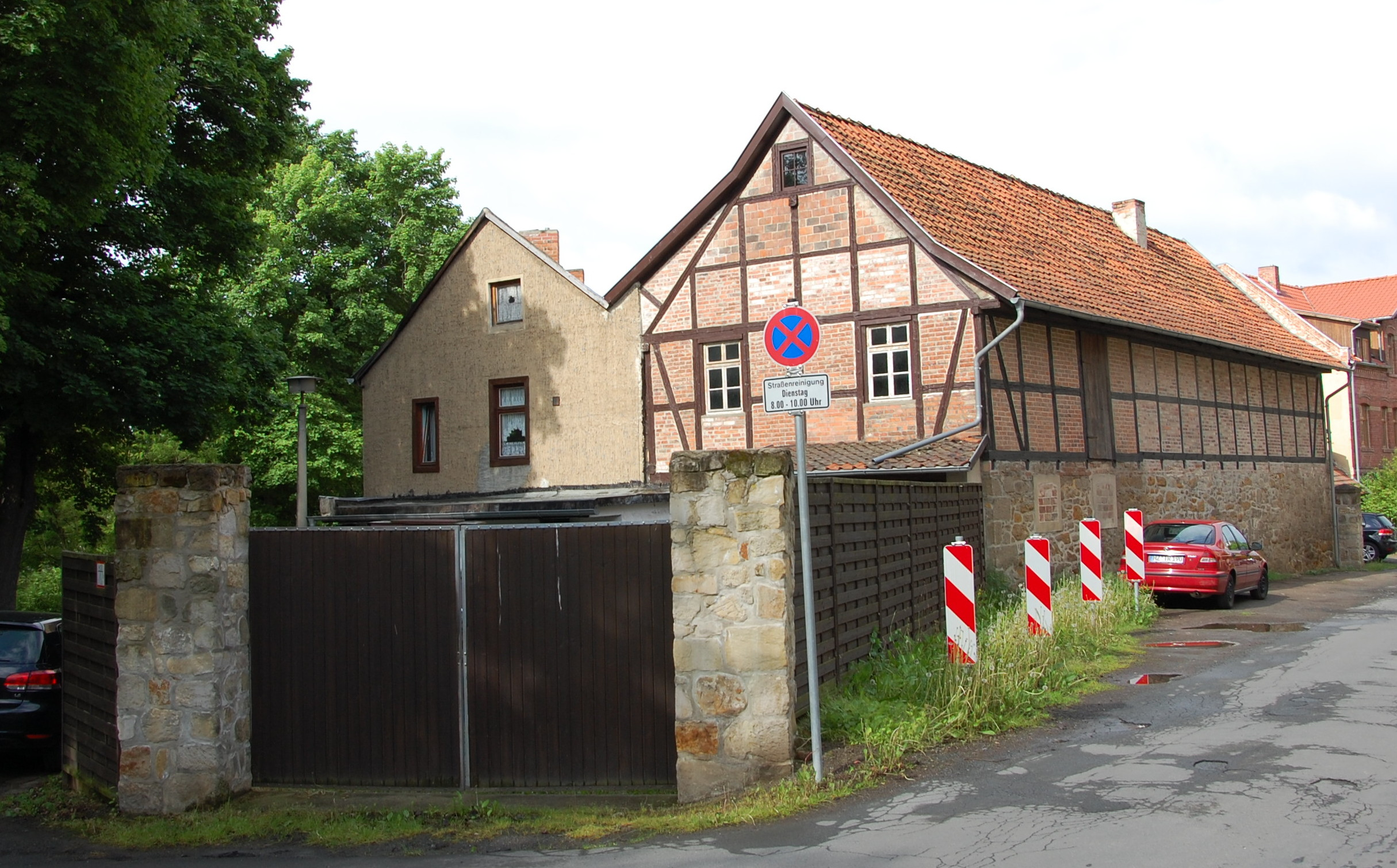
Haus Vor dem Gröperntor 5

Das Haus Vor dem Gröperntor 5 ist ein denkmalgeschütztes Gebäude in Quedlinburg in Sachsen-Anhalt. 

## Lage
Es ist im Quedlinburger Denkmalverzeichnis als Ackerbürgerhof eingetragen und befindet sich nördlich der historischen Innenstadt Quedlinburgs in einer Ecksituation an der spitzwinkligen Einmündung der Straße Am Hange auf die Straße vor dem Gröperntor.

## Architektur und Geschichte
Der Hof steht auf einem dreieckig geschnittenen Grundstück und verfügt über ein Wohn- und ein Wirtschaftsgebäude. Das obere Stockwerk des Wirtschaftsbaus ist in Fachwerkbauweise errichtet und hat zum Hof hin eine Galerie.